# کلیسای یحیای مقدس (سمرقند)
کلیسای یحیای مقدس (روسی: Церковь святого Иоанна Крестителя) تنها کلیسای کاتولیک در شهر سمرقند، در کشور ازبکستان است، که ۹۵٪ مردم آن مسلمان هستند. این کلیسا به اداره حواریون ازبکستان مستقر در تاشکند تعلق دارد.
در زمان امپراتوری روسیه در قرن نوزدهم اقلیت کاتولیک کوچکی در سمرقند توسط بازرگانان و کارمندان لهستانی یا آلمانی در آن مکان شکل گرفت و آنها در شهر مستقر شدند. آنها در سال ۱۹۰۵ اجازه ساخت کلیسا را درخواست کردند که با آن مخالفت شد. در سال ۱۹۱۵ تعدادی از اسیران جنگی لهستانی (از لهستان، پروس و اتریش) اضافه شدند، بنابراین این امکان وجود داشت که جامعه کاتولیک بتواند کلیسایی را بسازد. آنها زمین را در خیابان فعلی محمود کاشغری خریداری کردند. کلیسا با معماری نئوگوتیک توسط معمار نله ساخته شده‌است - و در سال ۱۹۱۶ به پایان رسید. این کلیسا توسط مقامات جمهوری شوروی سوسیالیستی ازبکستان در سال ۱۹۳۰، برای راه‌اندازی مدرسه بسته شد.
در سال ۱۹۹۵، به ابتکار پدر ایوان رولو، جامعه کاتولیک این شهر مجوز ثبت رسمی و بازیابی ساختمان را در سال ۱۹۹۷ گرفت. پس از مرمت، کلیسا در ۲۷ مارس ۱۹۹۹ وقف شد.
هم‌اکنون این جامعه توسط یک کشیش لهستانی اداره می‌شود، پدر لوسیانو شیمنسکی با کمک دو برادر از صومعه فرانسیسکن‌ها لهستان.

## نگارخانه

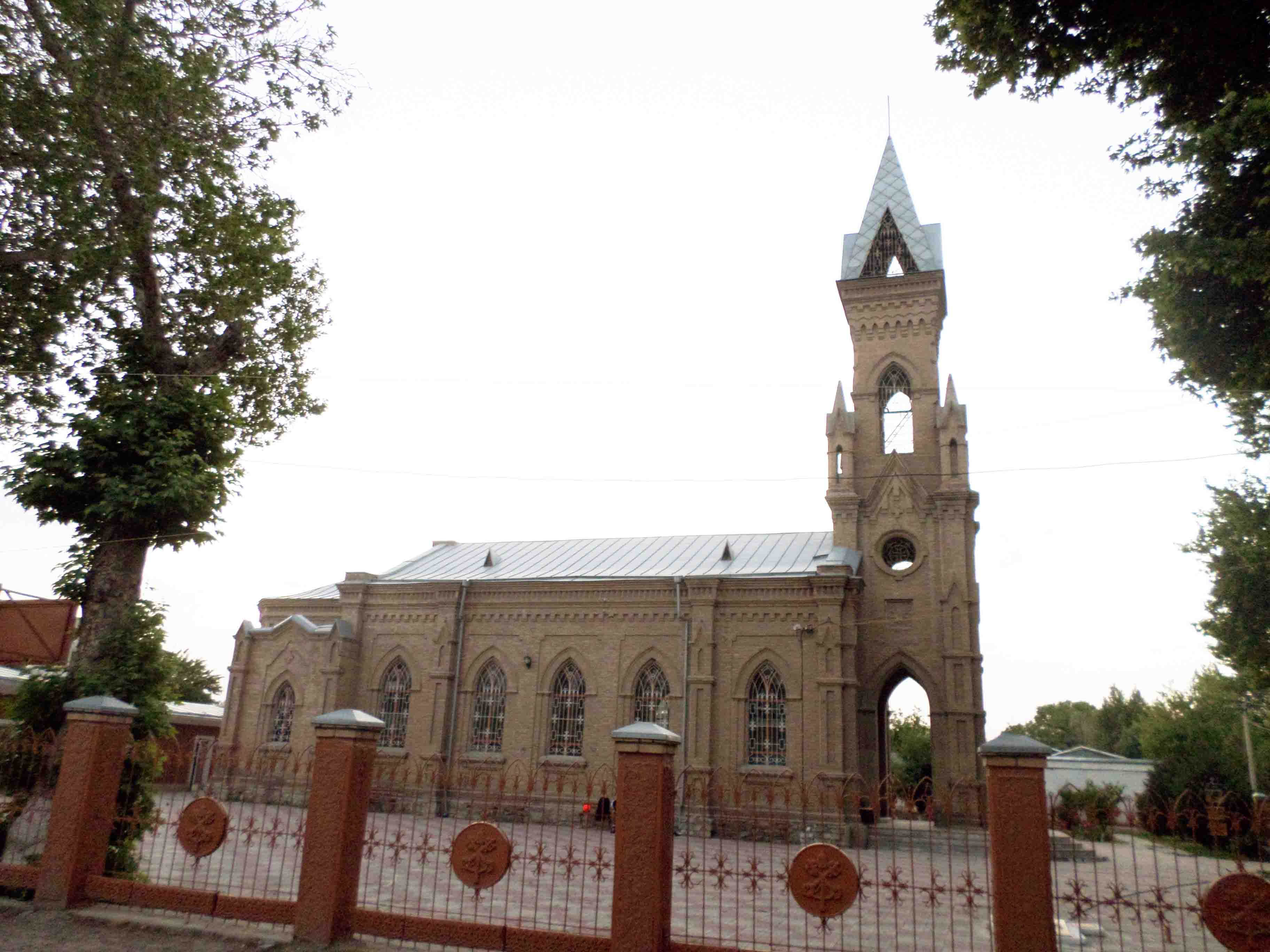
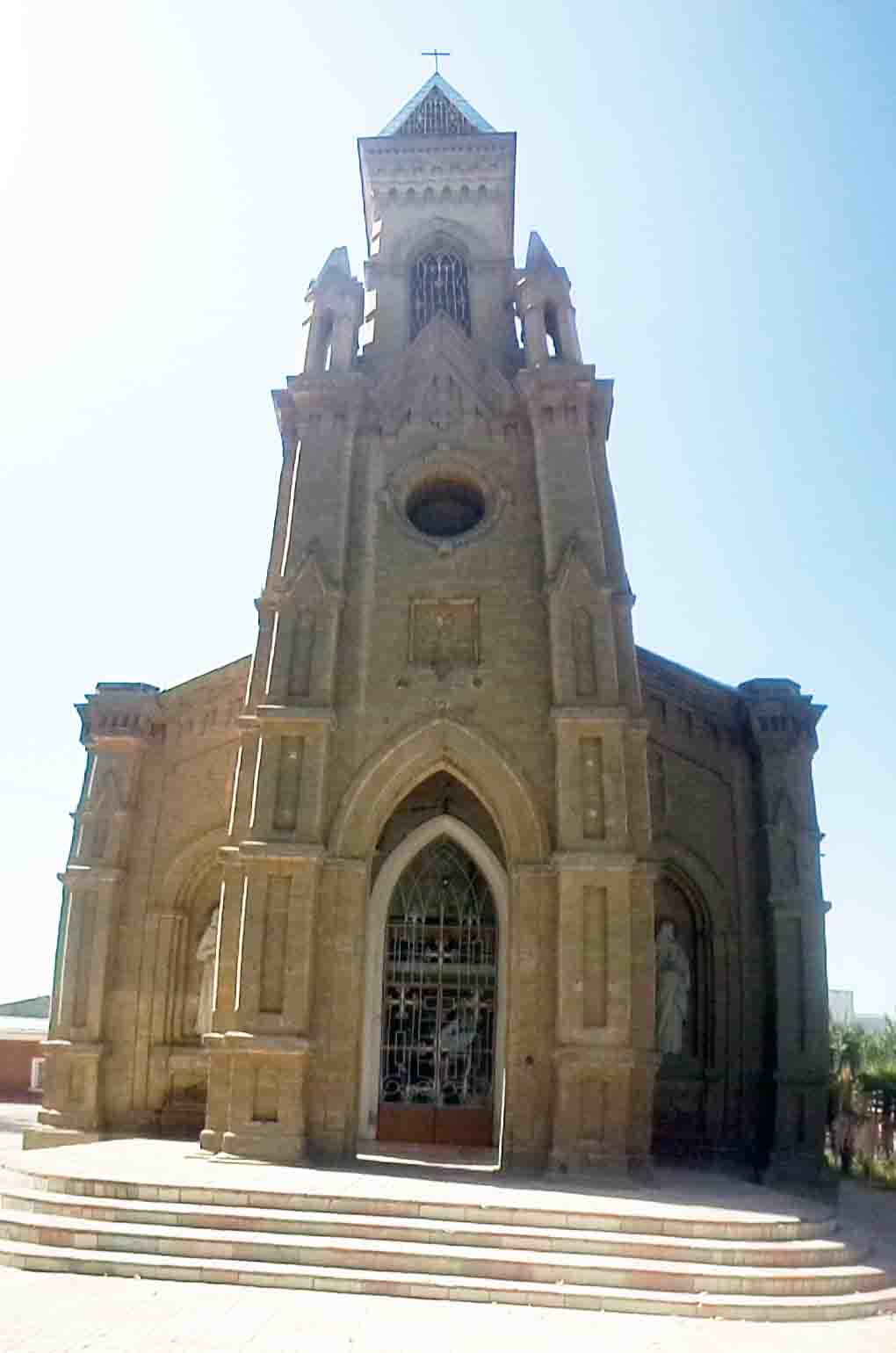
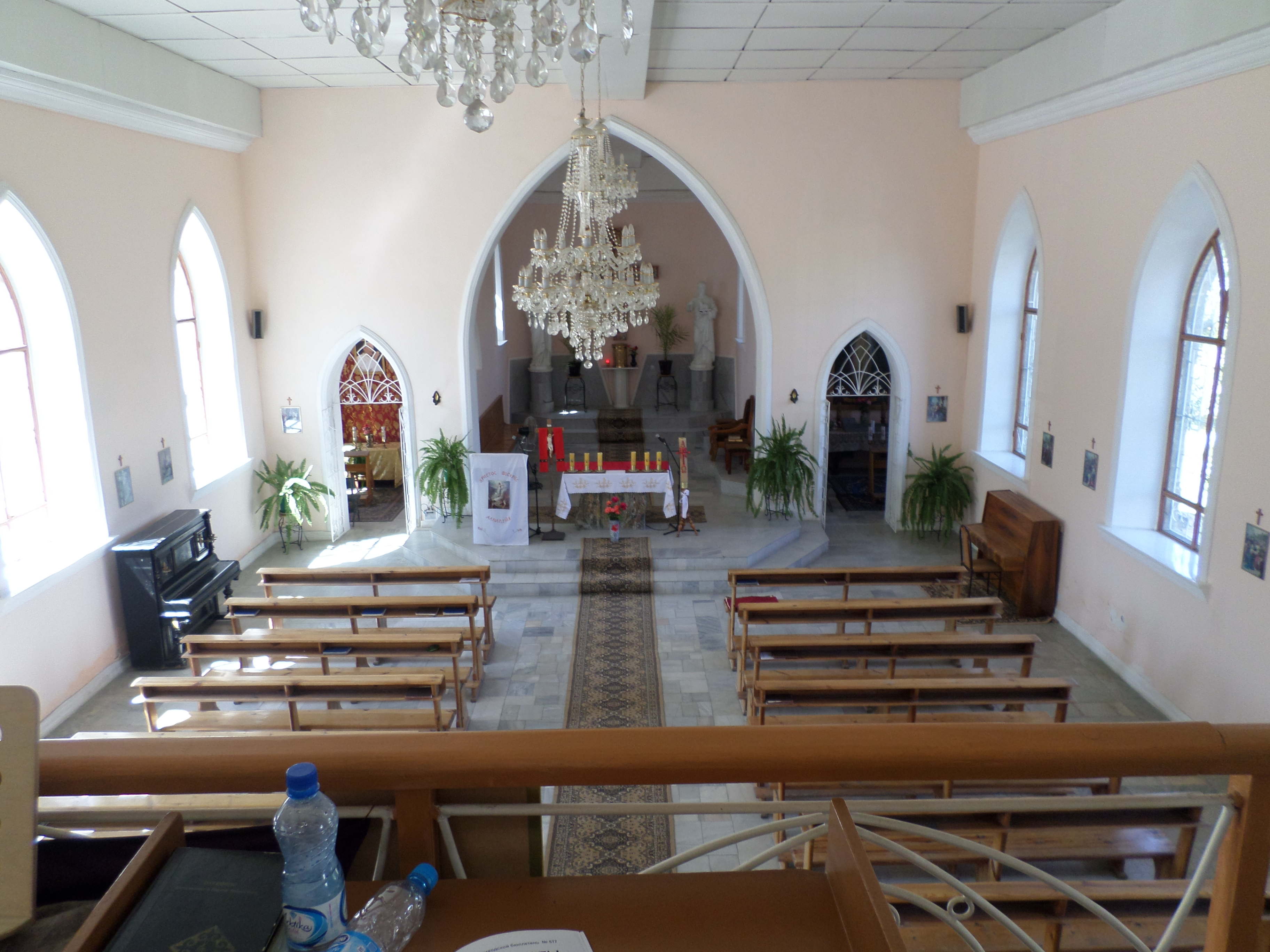
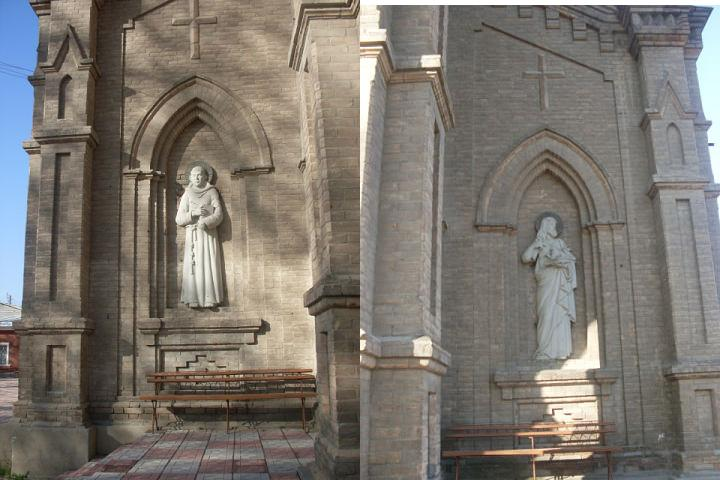